# Pterichis latifolia
Pterichis latifolia är en orkidéart som beskrevs av Leslie Andrew Garay och Galfrid Clement Keyworth Dunsterville. Pterichis latifolia ingår i släktet Pterichis och familjen orkidéer. Inga underarter finns listade i Catalogue of Life.